# 킹 다이아몬드 (밴드)
킹 다이아몬드(King Diamond)는 덴마크의 헤비 메탈 밴드로, 1985년 킹 다이아몬드가 결성하였다.